# Universal's Islands of Adventure
Universal's Islands of Adventure, kortweg Islands of Adventure, is een pretpark in het Universal Orlando Resort bij Orlando. Het was het tweede park binnen dit resort en werd geopend op 28 mei 1999. Het park was in 2021 het op een na meest bezochte attractiepark ter wereld. Het laatste jaar vóór de coronacrisis, 2019, stond het twaalfde.

## Geschiedenis

### Preview center
Tijdens de bouw van het park opende Universal in haar al bestaande park, de Universal Studios Florida, een preview center, het Islands of Adventure Preview Center. 2 jaar voor de opening van het nieuwe park konden bezoekers zo al kijken wat Islands of Adventure voor een park zou worden, welke thema's er zouden komen of welke attracties er zouden komen. Het preview center was min of meer opgebouwd als een eigen attractie: bezoekers werden van zaal naar zaal geleid waar de verschillende thema's van het park werden toegelicht. Kort na de echte opening van Islands of Adventure is dit preview center verwijderd.

### Opening
Islands of Adventure werd op 27 maart 1999 vervroegd geopend om de eerste bezoekers alvast kennis te laten maken met het park. Dit was dan mogelijk tegen gereduceerd tarief, aangezien er nog werkzaamheden bezig waren en de laatste puntjes op de spreekwoordelijke 'i' werden gezet. Het was vervolgens de planning om het park uiteindelijk half mei te openen, maar dit werd vertraagd waardoor het park pas aan het eind van mei is geopend.
Islands of Adventure was als uitbreiding bedoeld voor het te ontwikkelen resort rondom het de parken van Universal; dit om te kunnen concurreren met het nabijgelegen Walt Disney World Resort. Toen Islands of Adventure echter opende werd door miscommunicatie en verkeerde naamgeving de suggestie gewekt dat Islands of Adventure geen nieuw pretpark zou zijn, maar slechts een toevoeging aan de al bestaand Universal Studios Florida. In 2001 is de marketing toen op de schop gegaan en sindsdien is het park een van de weinige Amerikaanse parken in Orlando die hun bezoekersaantallen hebben zien stijgen na de aanslagen op 11 september 2001.

## Themagebieden
Universal's Islands of Adventure bestaat uit 7 themagebieden, zogenaamde 'islands', waarvan slechts 1 themagebied een echte duidelijke connectie heeft met films van Universal. Met de klok meegaand vanaf de ingang (Port of Entry) bevat het park de volgende themagebieden: Marvel Super Hero Island, Toon Lagoon, Jurassic Park, The Wizarding World of Harry Potter, The Lost Continent en Seuss Landing.

### Port of Entry
Port of Entry is de hoofdingang van het park en beschikt over een aantal horecagelegenheden, winkeltjes en gastenservice. Het kenmerk van de Port of Entry is de Pharos Lighthouse. Elke avond wordt deze vuurtoren ontstoken om bezoekers naar het park te lokken. Het entreegebied bevat geen attracties en is meer bedoeld als vertrekpunt voor de bezoekers van het park om verder het park in te gaan.

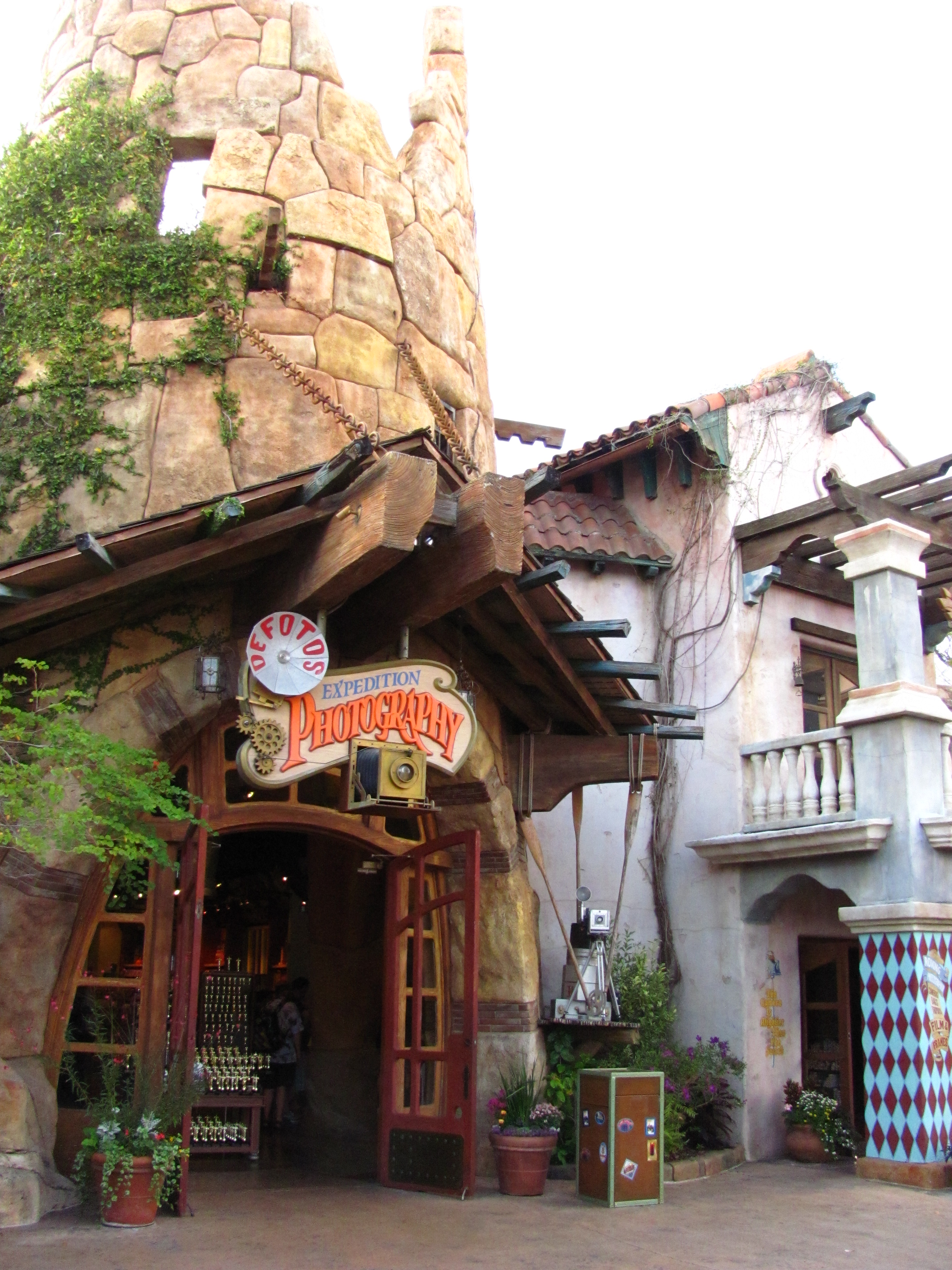
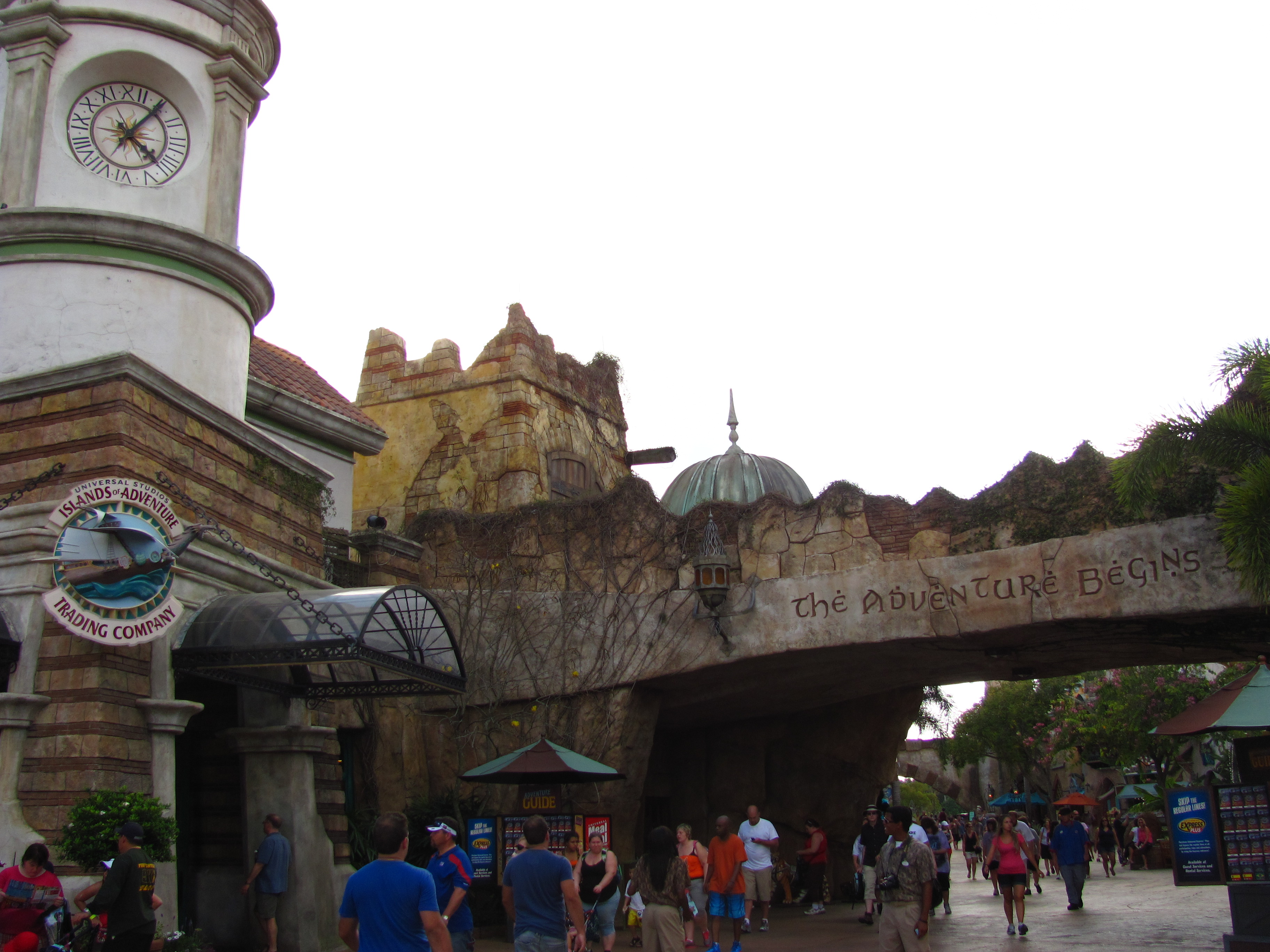

### Marvel Super Hero Island
Marvel Super Hero Island is geïnspireerd op de stripfiguren van Marvel Comics, zoals Spider-Man en The Incredible Hulk. Het parkdeel wordt gekenmerkt door een architectuur die vrij stripverhaalachtig overkomt. Veel gebouwen maken gebruik van typische kleuren, een bepaalde lijnvoering en perspectiefgebruik zoals dat ook in stripverhalen wordt gedaan. Daarnaast bevat dit themagebied enkele van de grootste attracties van het park, namelijk Incredible Hulk Coaster, een achtbaan en The Amazing Adventures of Spider-Man, een darkride. Verder zijn in het themagebied de attracties Storm Force Accelatron en Doctor Doom's Fearfall te vinden. Tot slot kunnen bezoekers in Meet Spider-Man and the Marvel Super Heroes met de stripfiguren op de foto gaan.

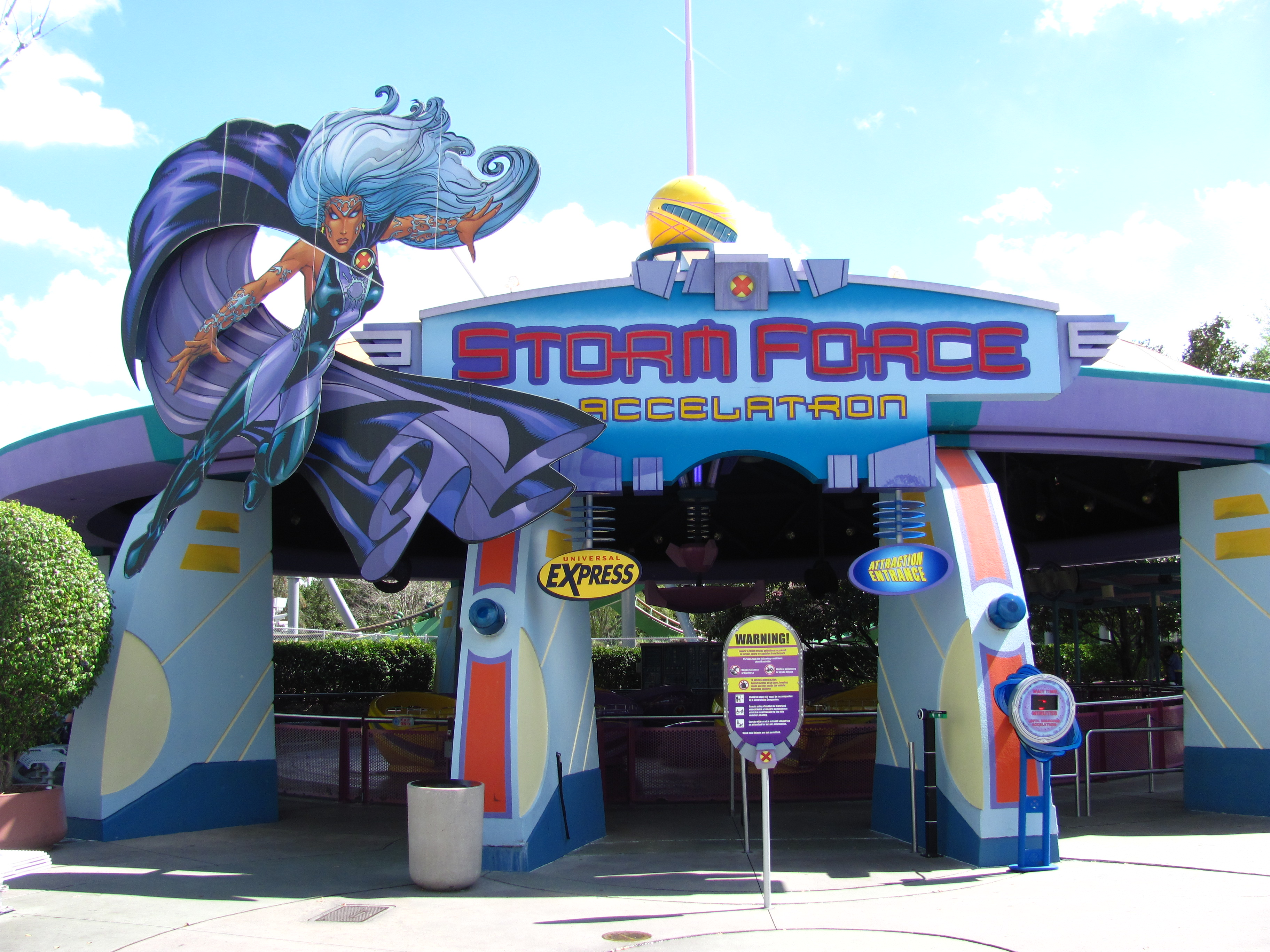
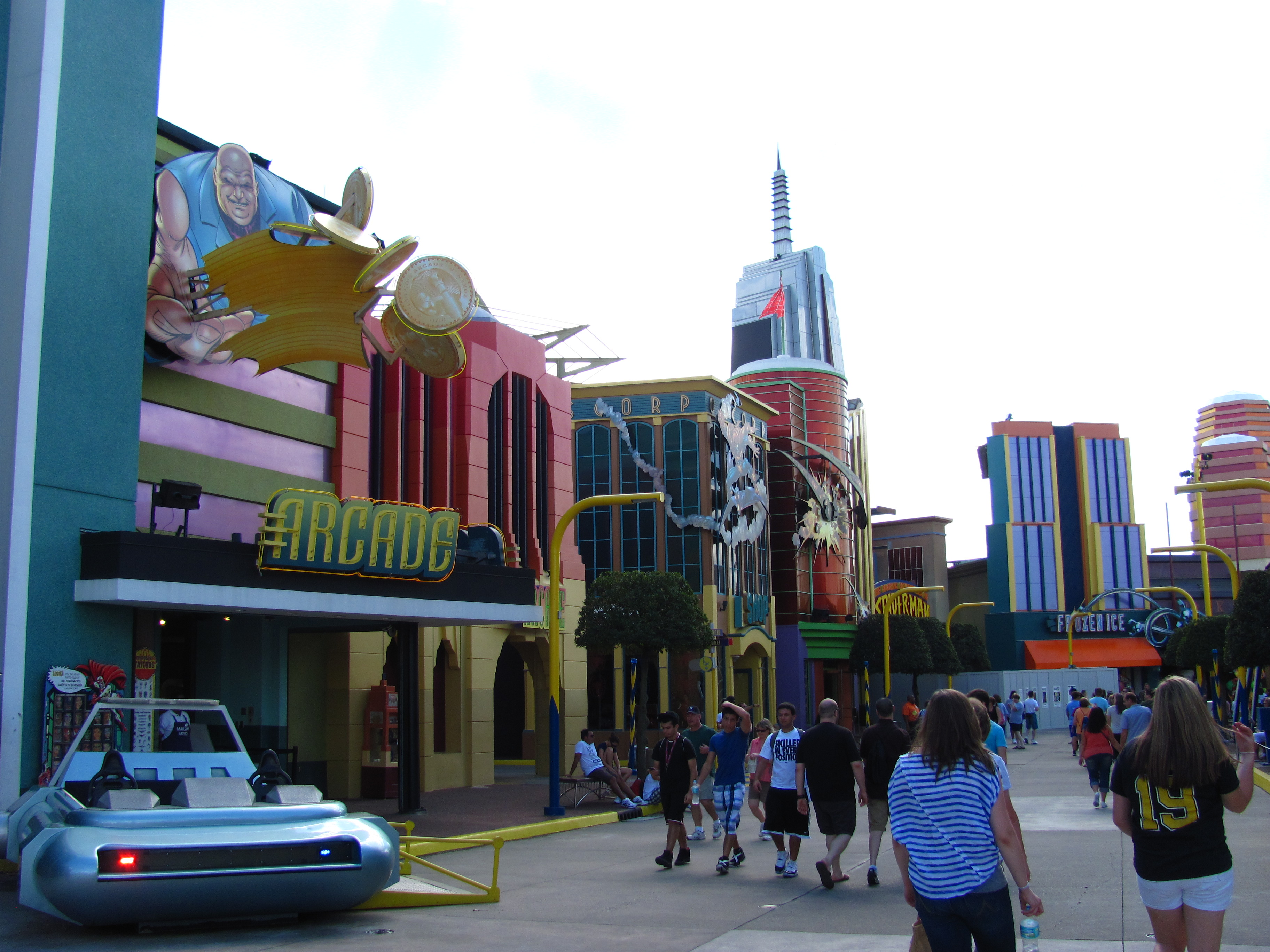
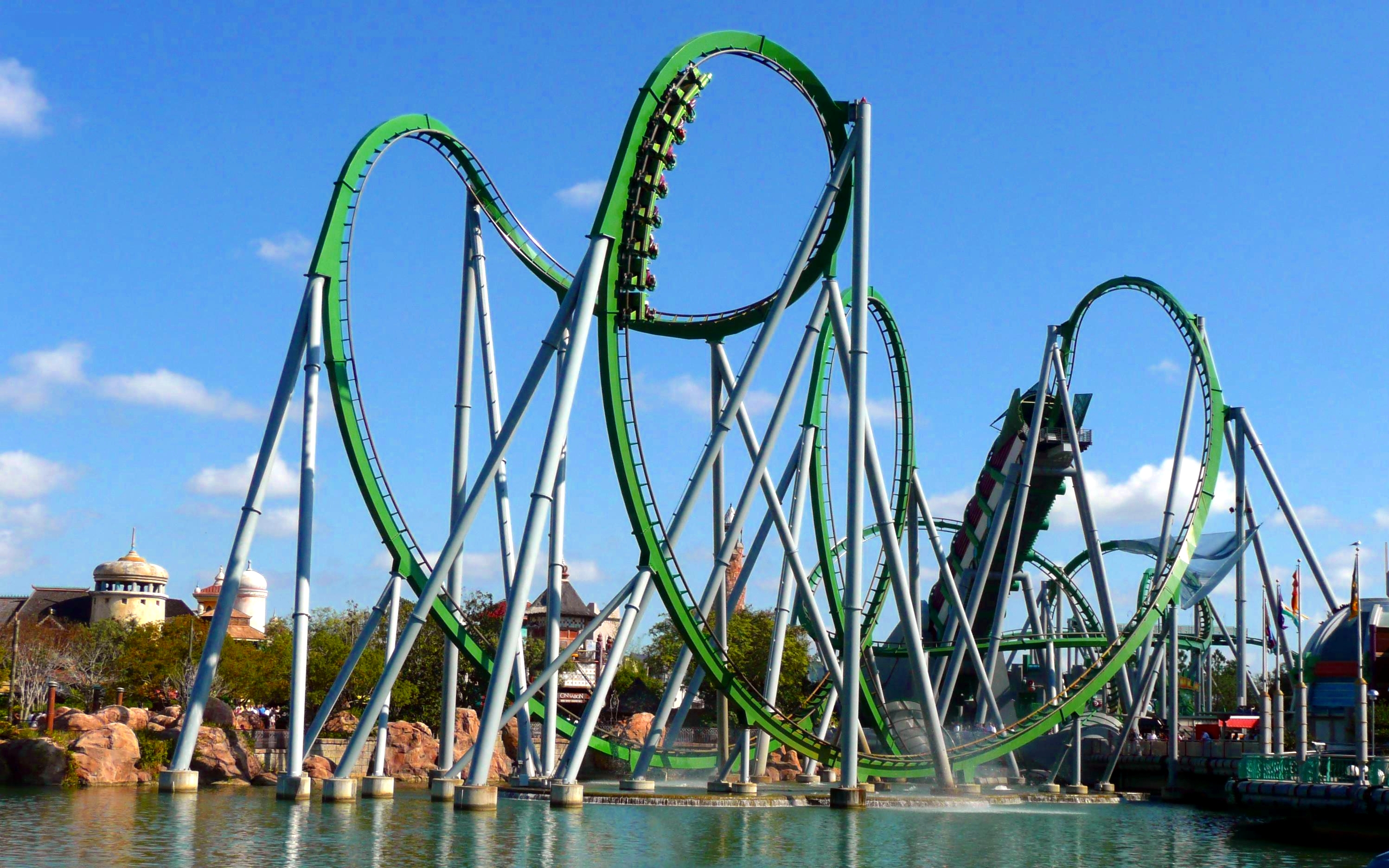
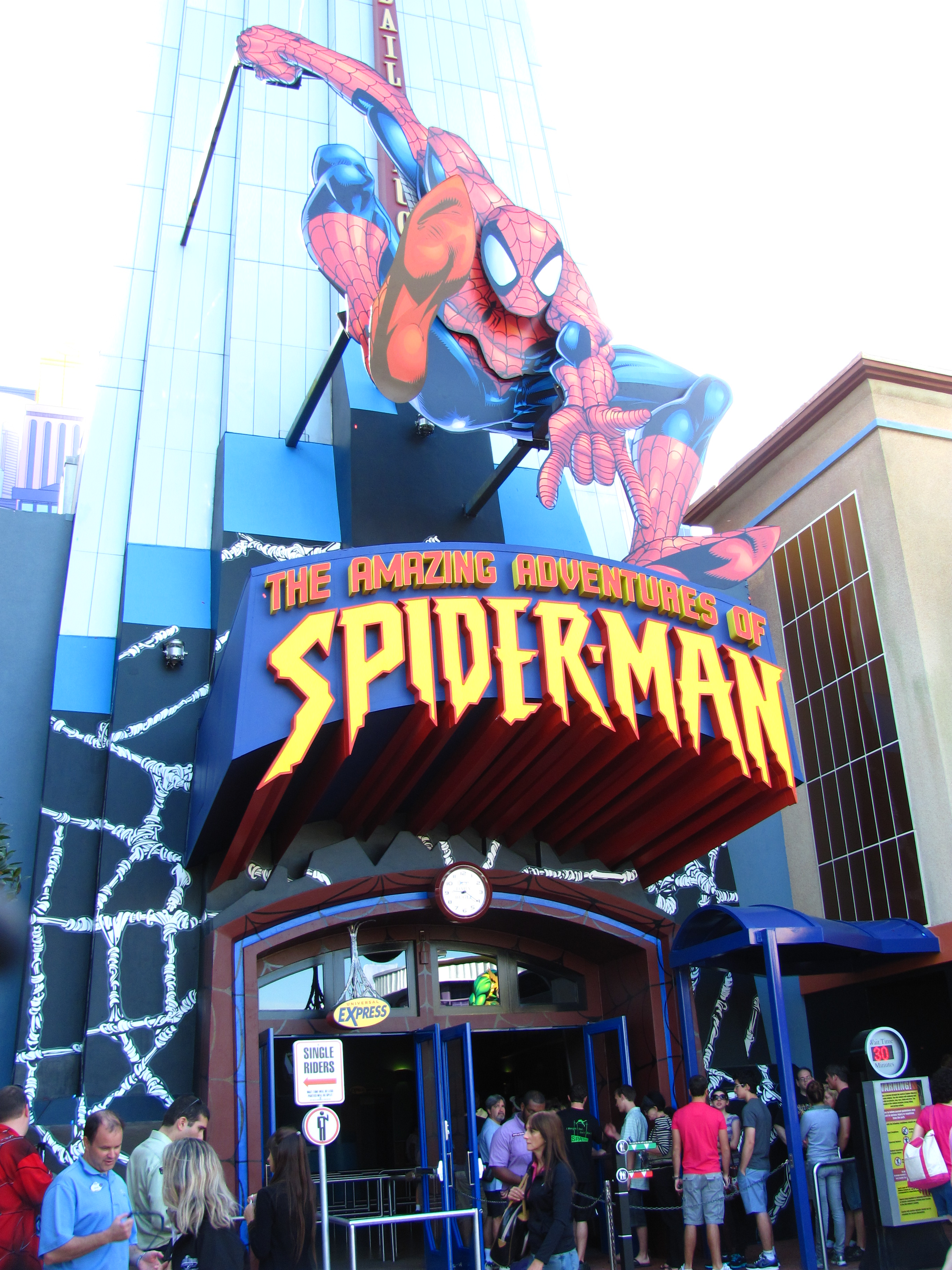

### Toon Lagoon
Toon Lagoon is gebaseerd op animatiefiguren van het King Feature Syndicate en Jay Ward. In het parkdeel zijn vooral attracties te vinden die gericht zijn op water, zoals de boomstamattractie Dudley Do-Right's Ripsaw Falls en de rapid river Popeye & Bluto's Bilge-Rat Barges. Ook is er een waterspeelplaats te vinden, Me Ship, the Olive. Vanaf deze waterspeelplaats kunnen bezoekers in de overige waterattracties worden natgespoten met waterkanonnen en dergelijke.

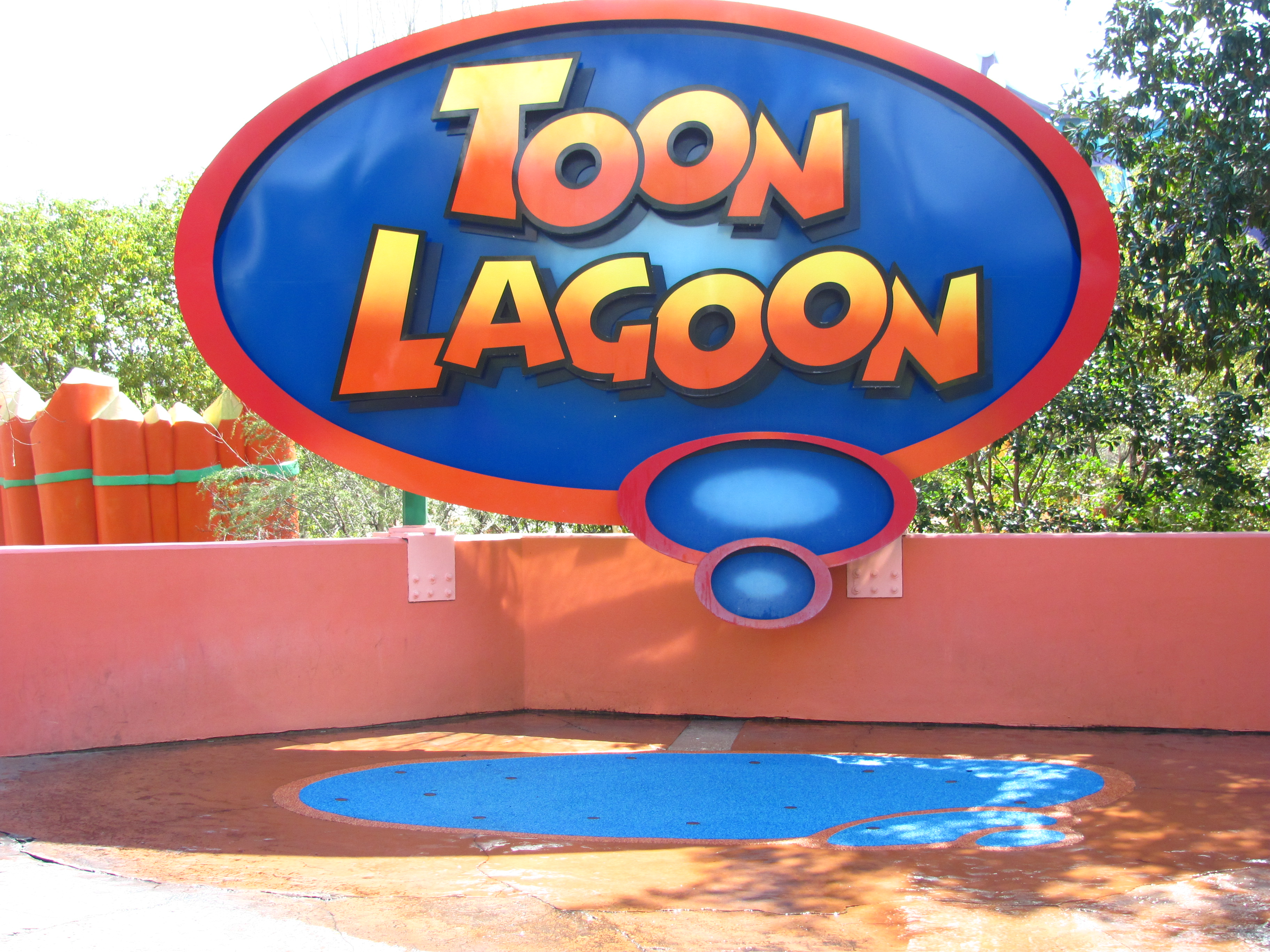
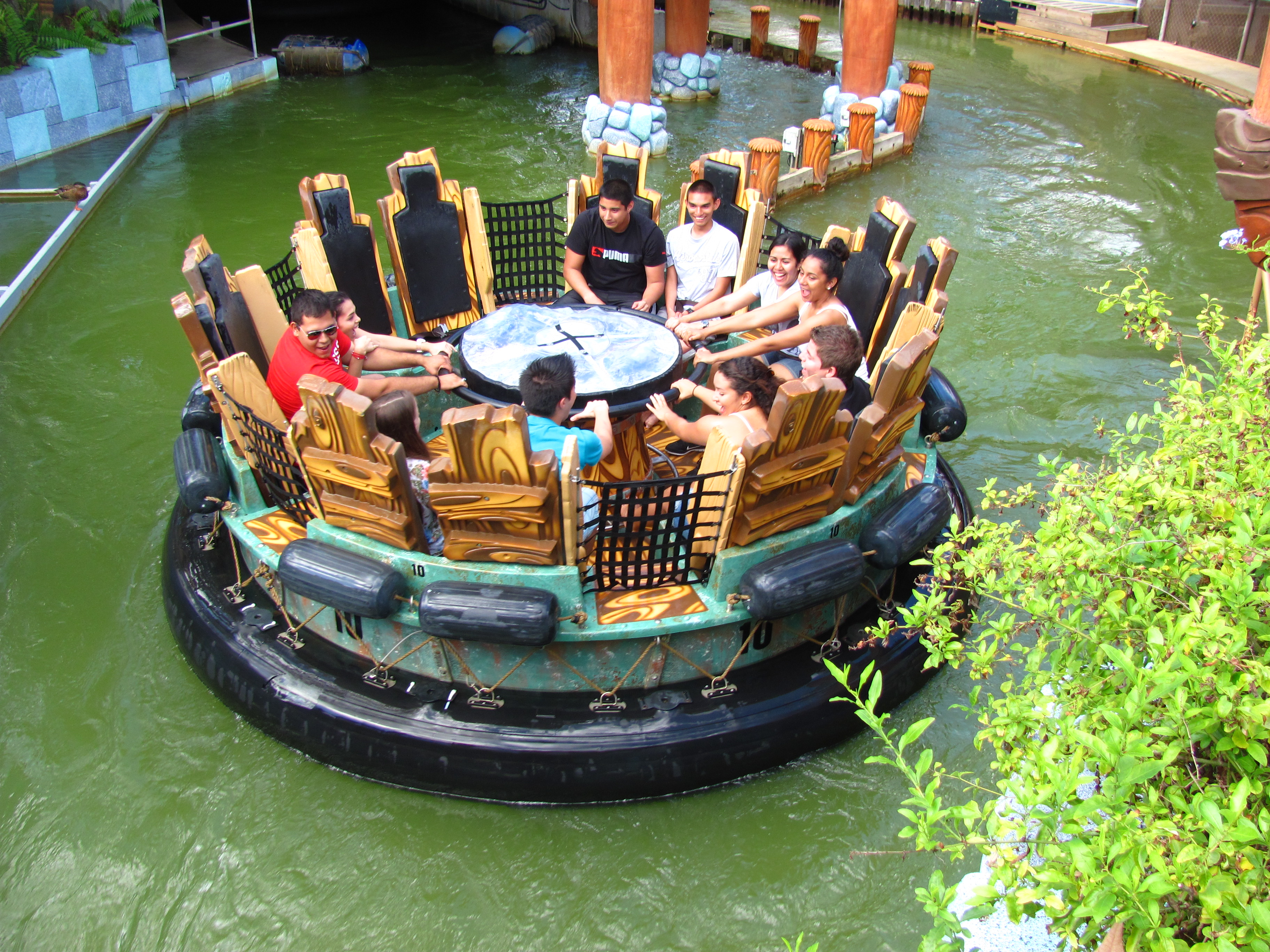
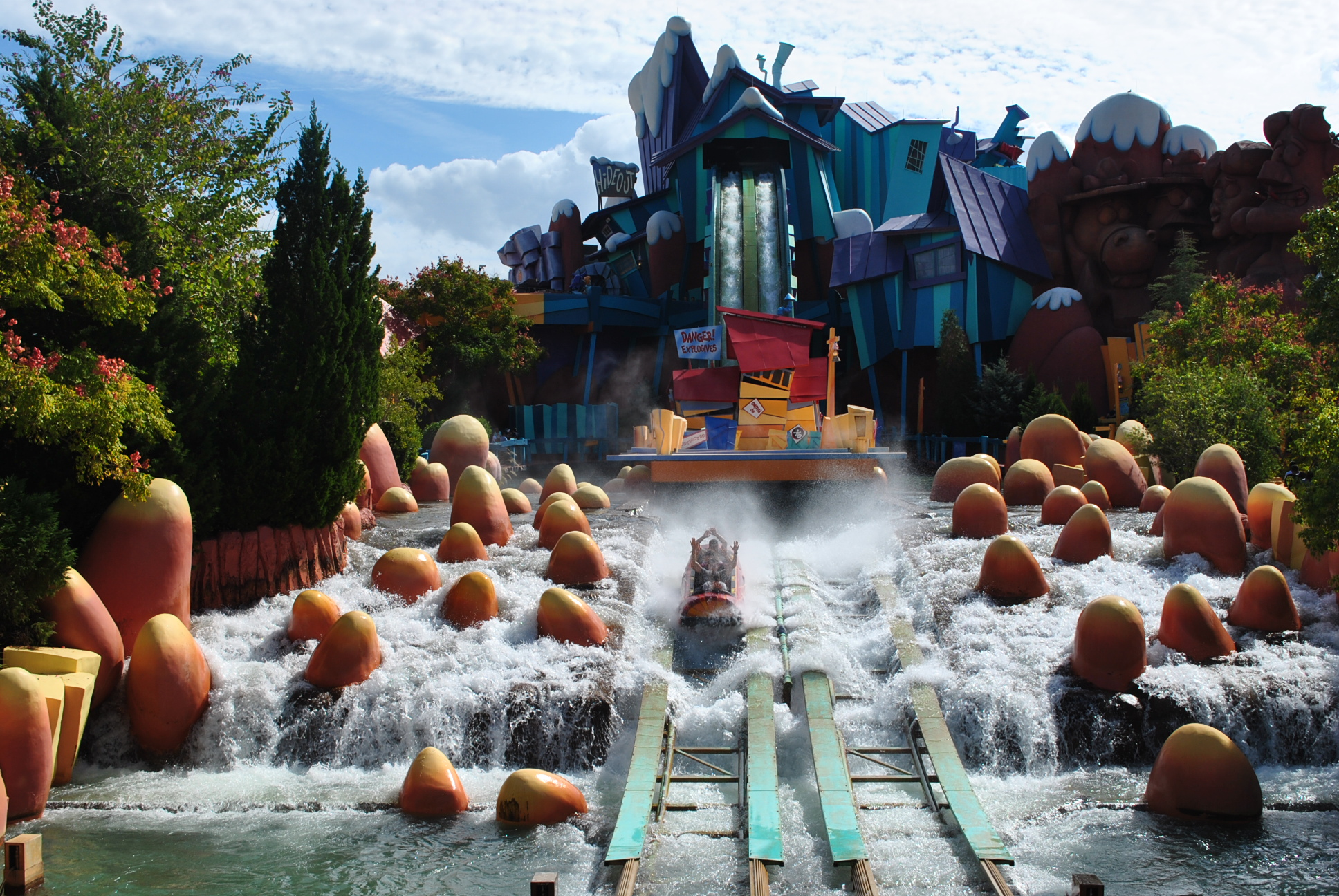

### Jurassic Park
Dit themagedeelte is gebaseerd op de films van Jurassic Park. Er wordt gesuggereerd dat in dit themagdeelte het echte Jurassic Park uit de films te vinden is. Entertainment is dan ook vaak gebaseerd op figuren uit de films. Daarnaast bevinden zich in dit parkgedeelte de shoot-the-chute Jurassic Park Rvier Adventure, een museum gebaseerd op de films, het Jurassic Park Discovery Center en de achtbanen Pteranodon Flyers en VelociCoaster. Daarnaast bevindt zich in dit parkdeel de Triceratops Discovery Trail, waarin bezoekers van dichtbij contact kunnen hebben met een animatronic van een triceratops.

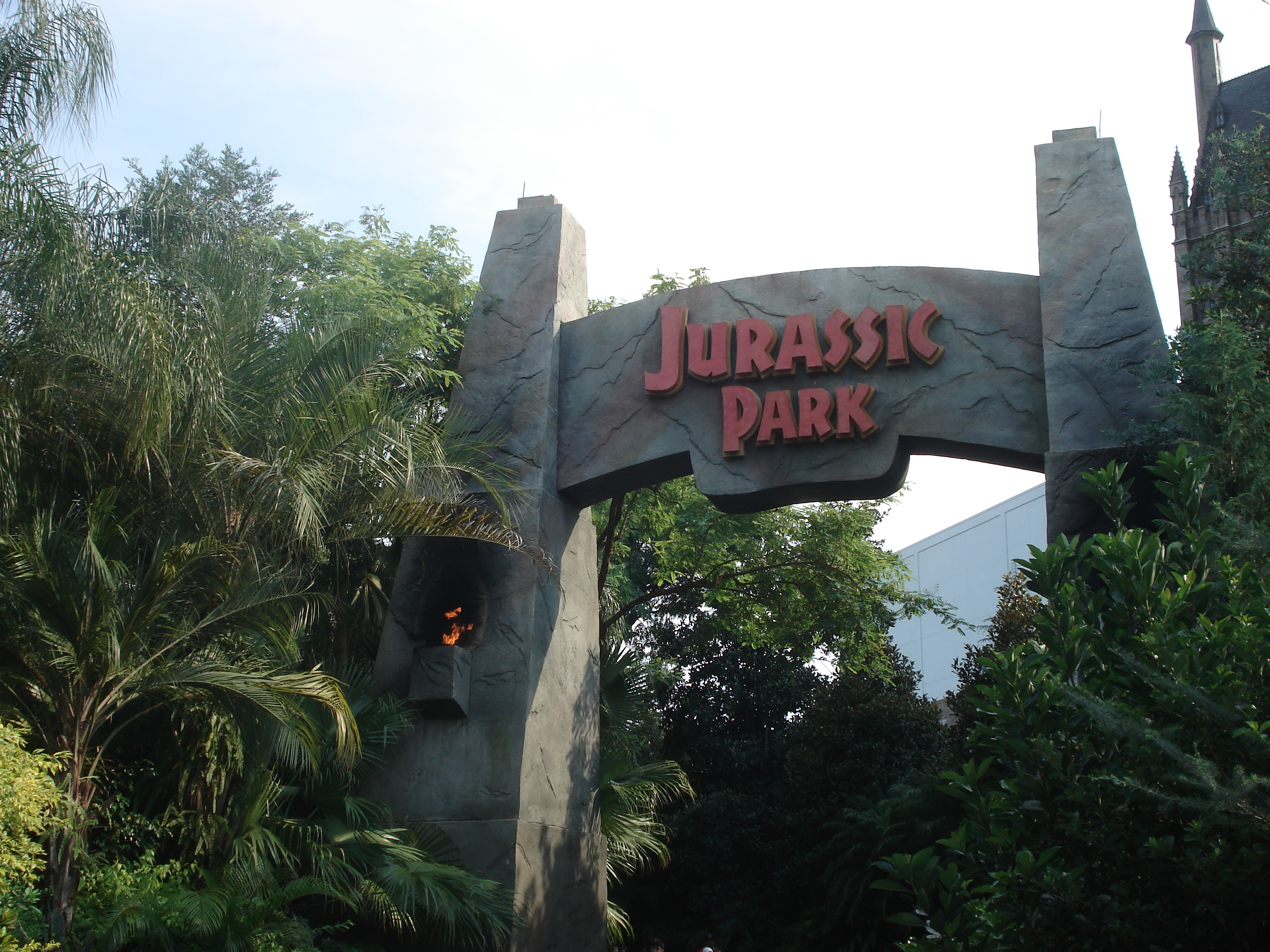
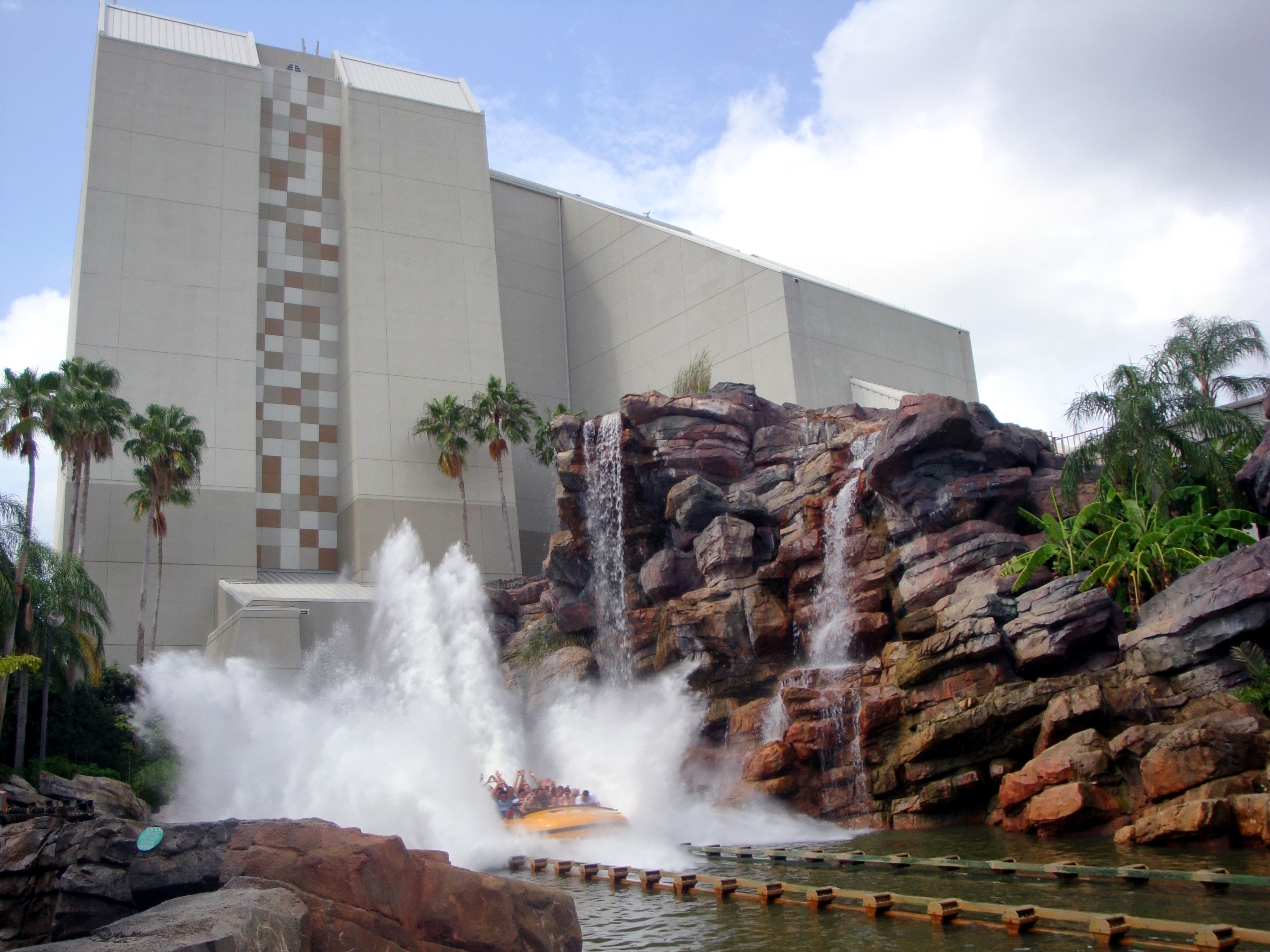
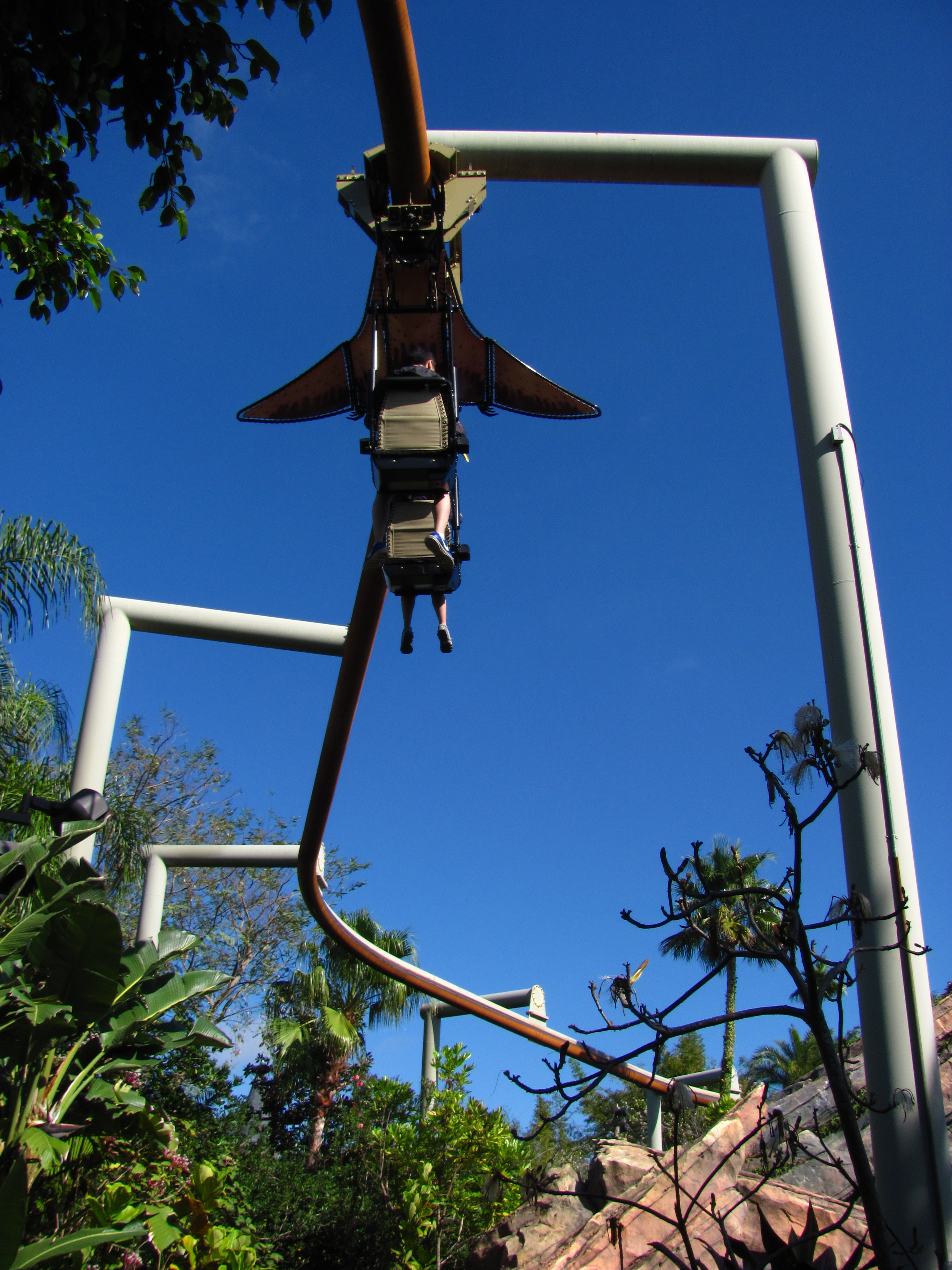

### The Wizarding World of Harry Potter

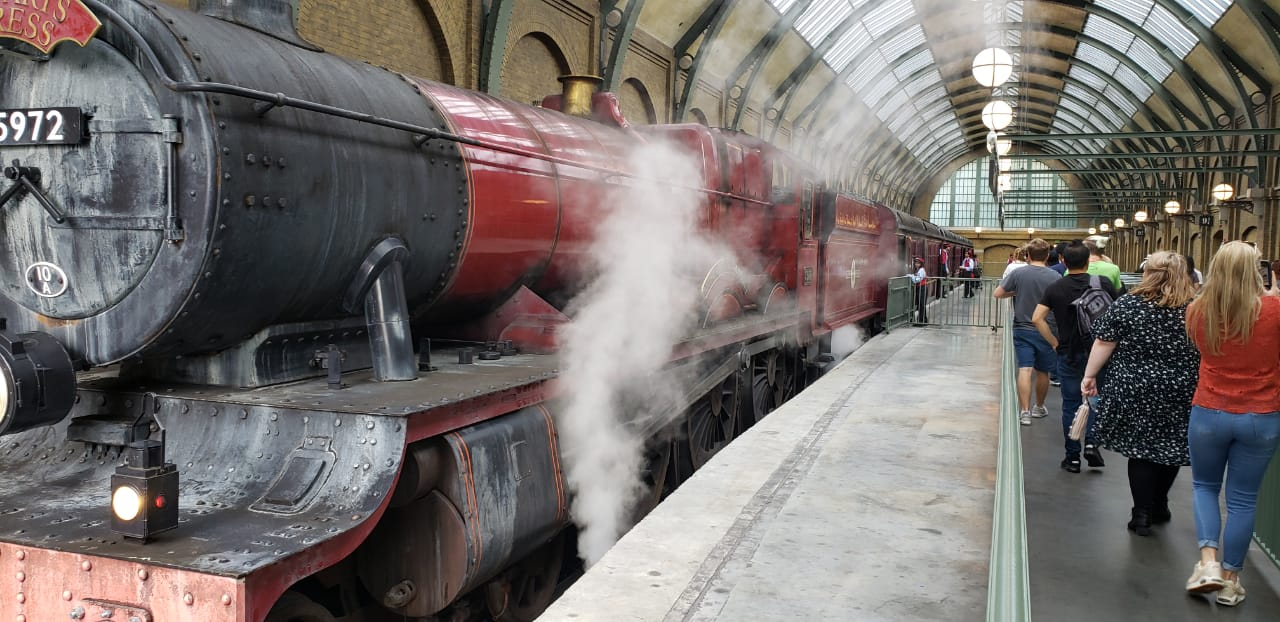
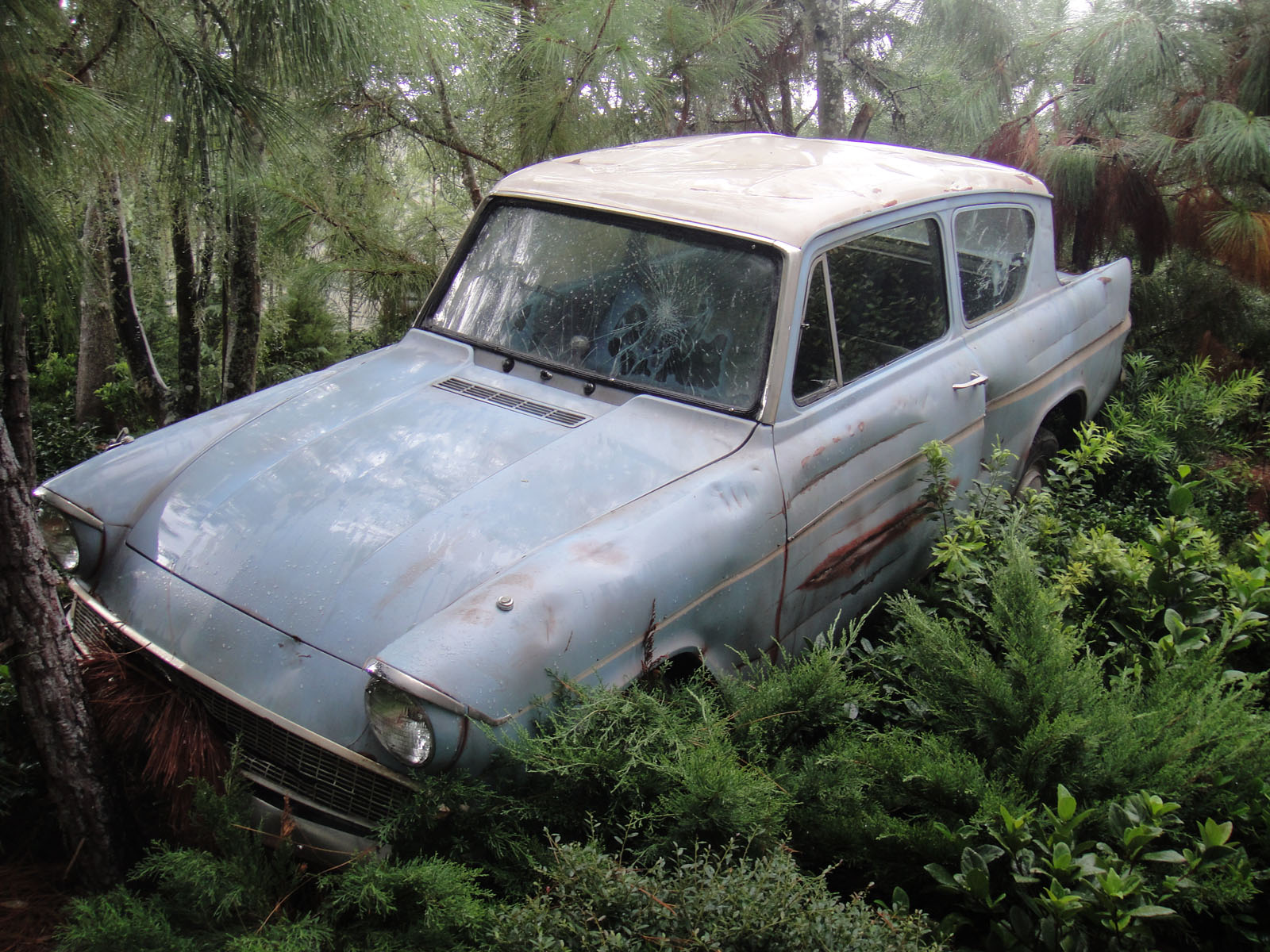
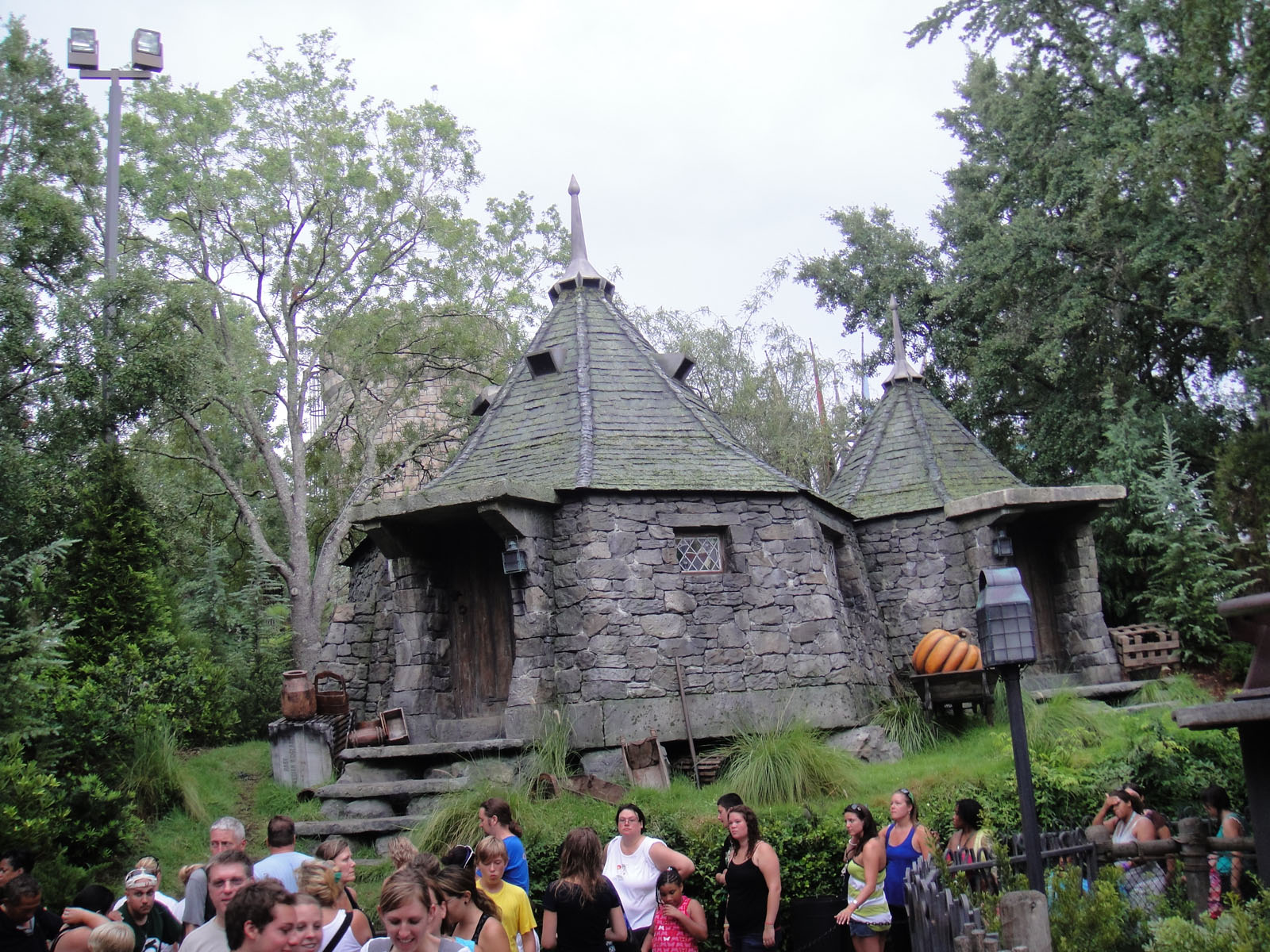
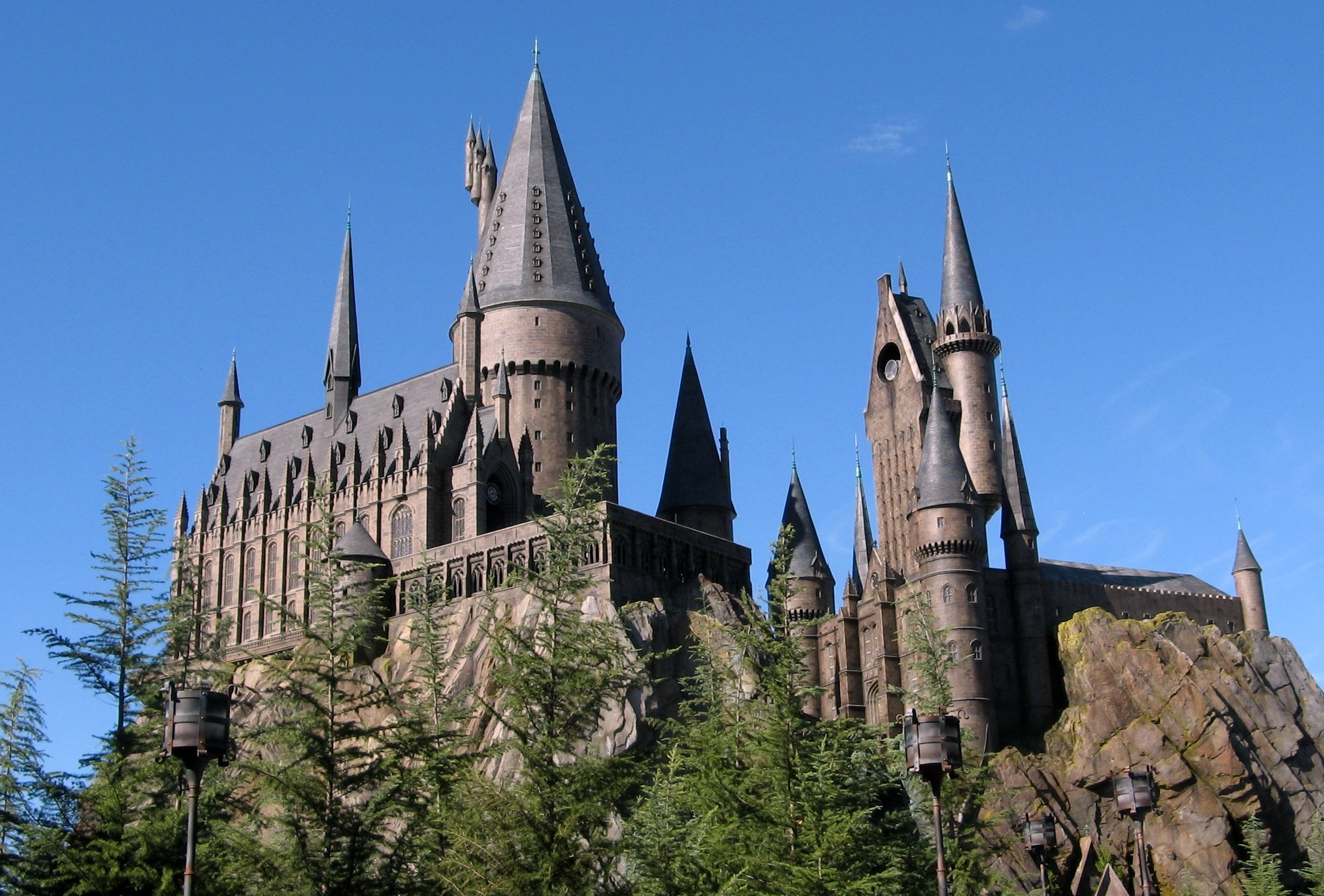

### Seuss Landing
Seuss Landig is een themagebied dat in het teken staat van de verhalen van kinderboekenschrijver Dr. Seuss zoals De kat met de hoed en Dr. Seuss' How the Grinch Stole Christmas!,.

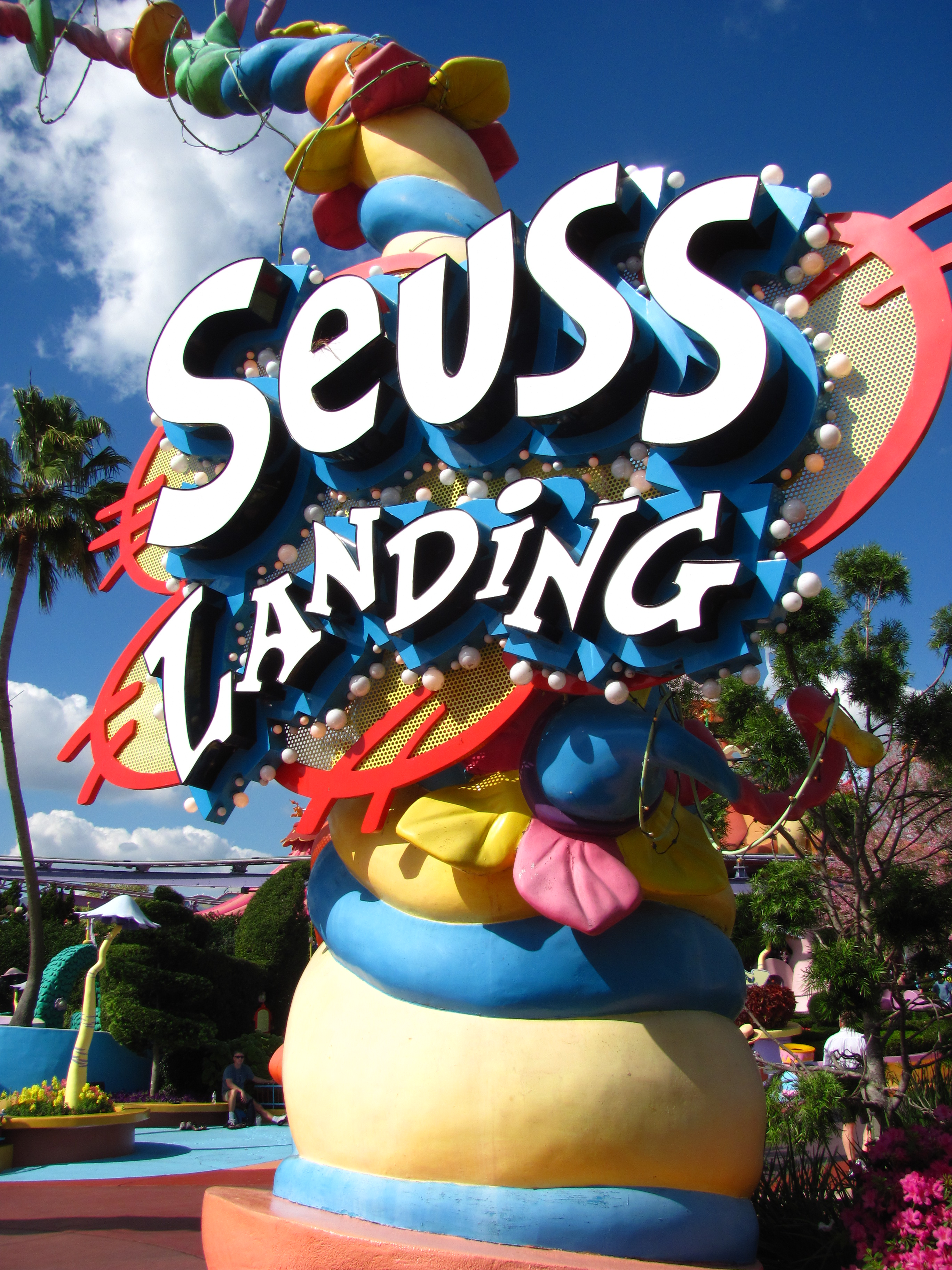
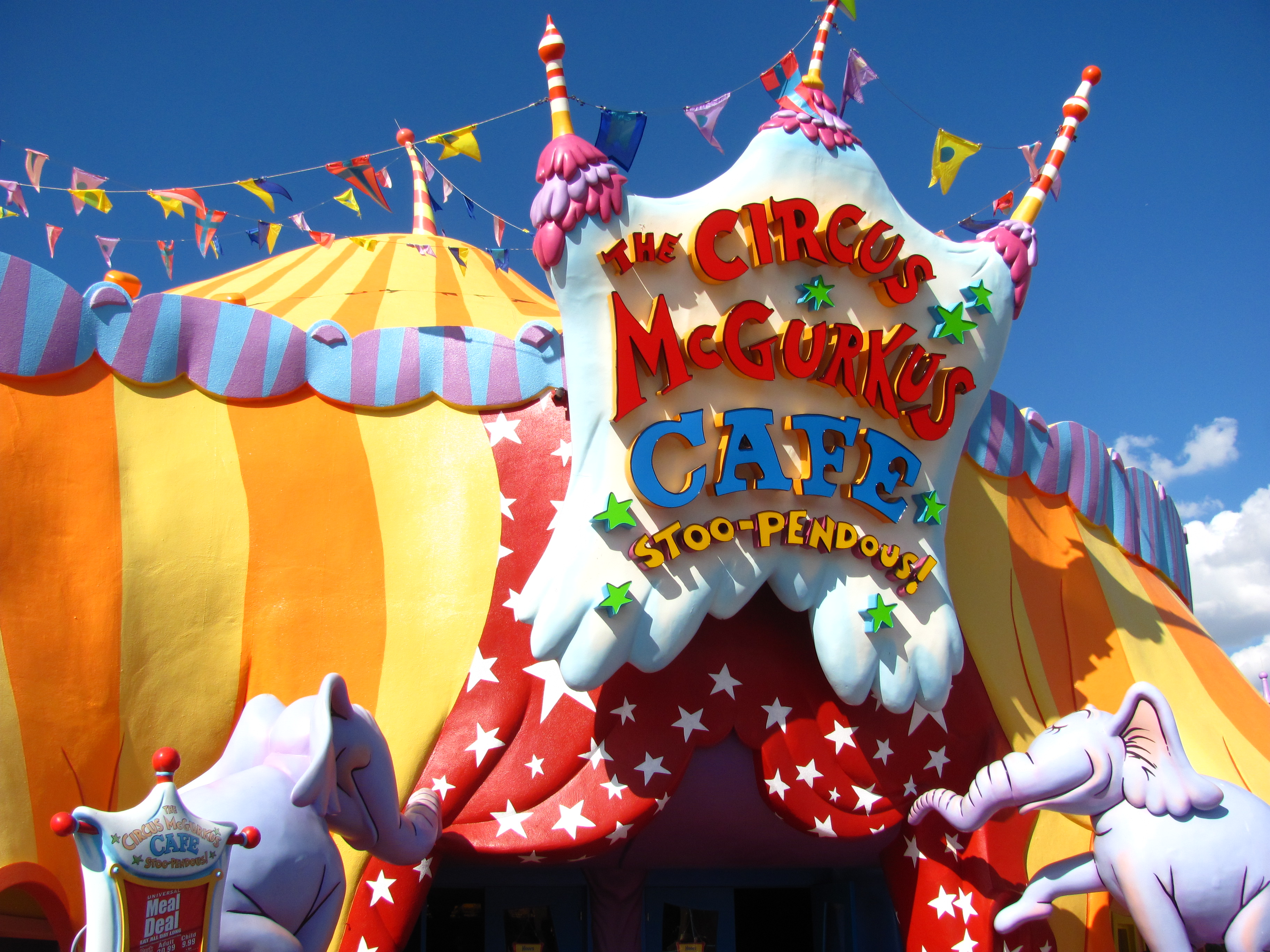
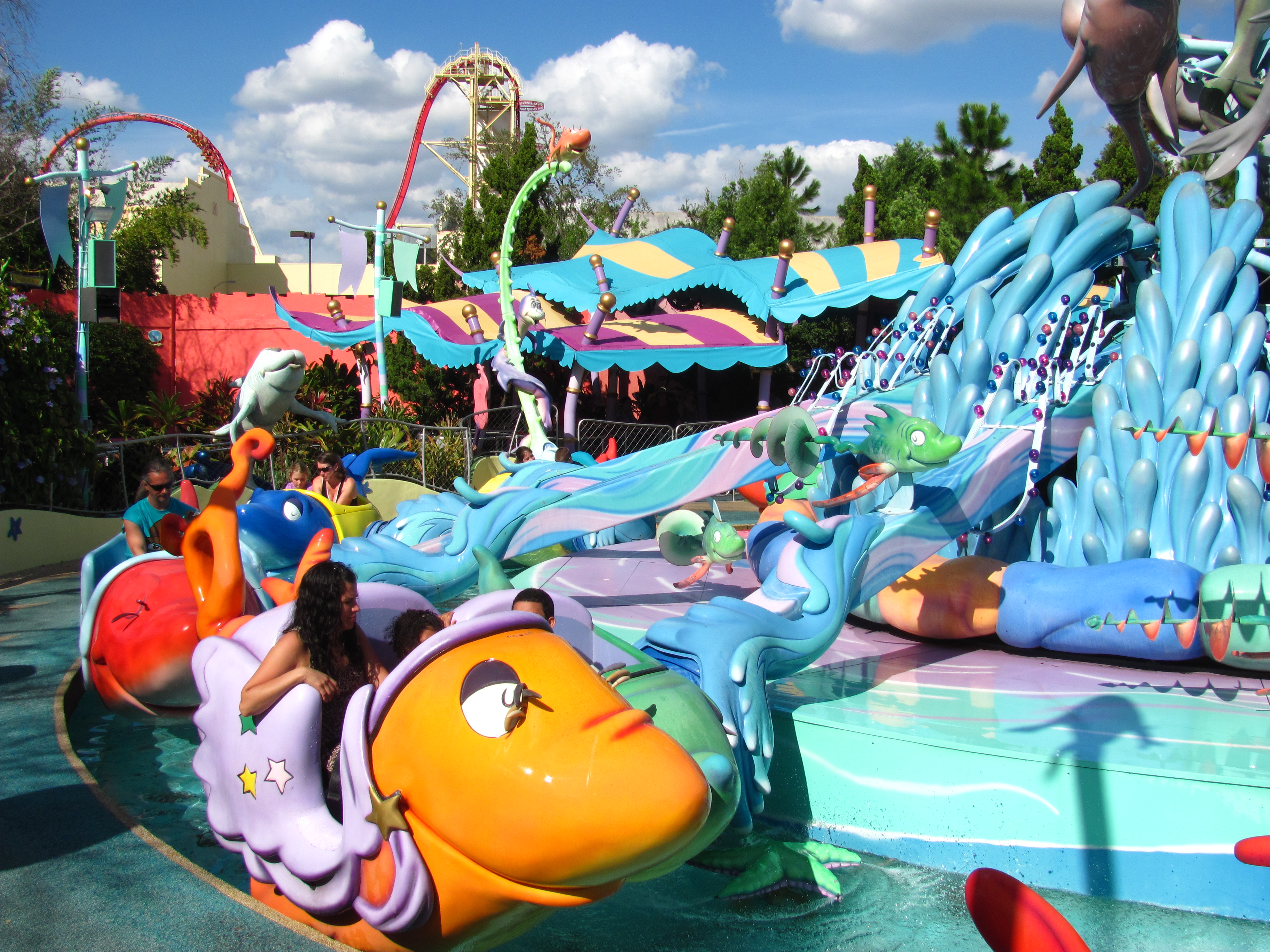
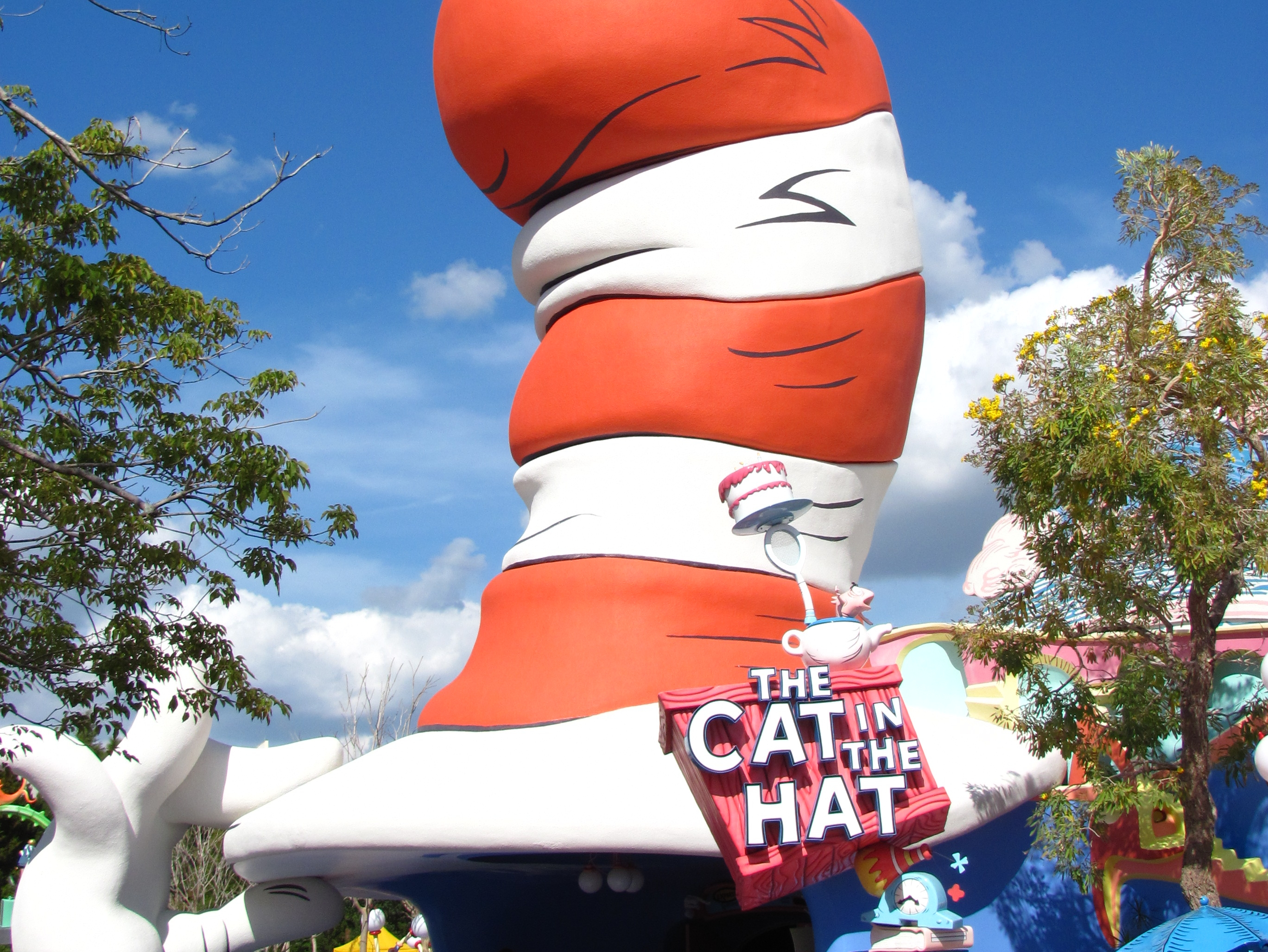
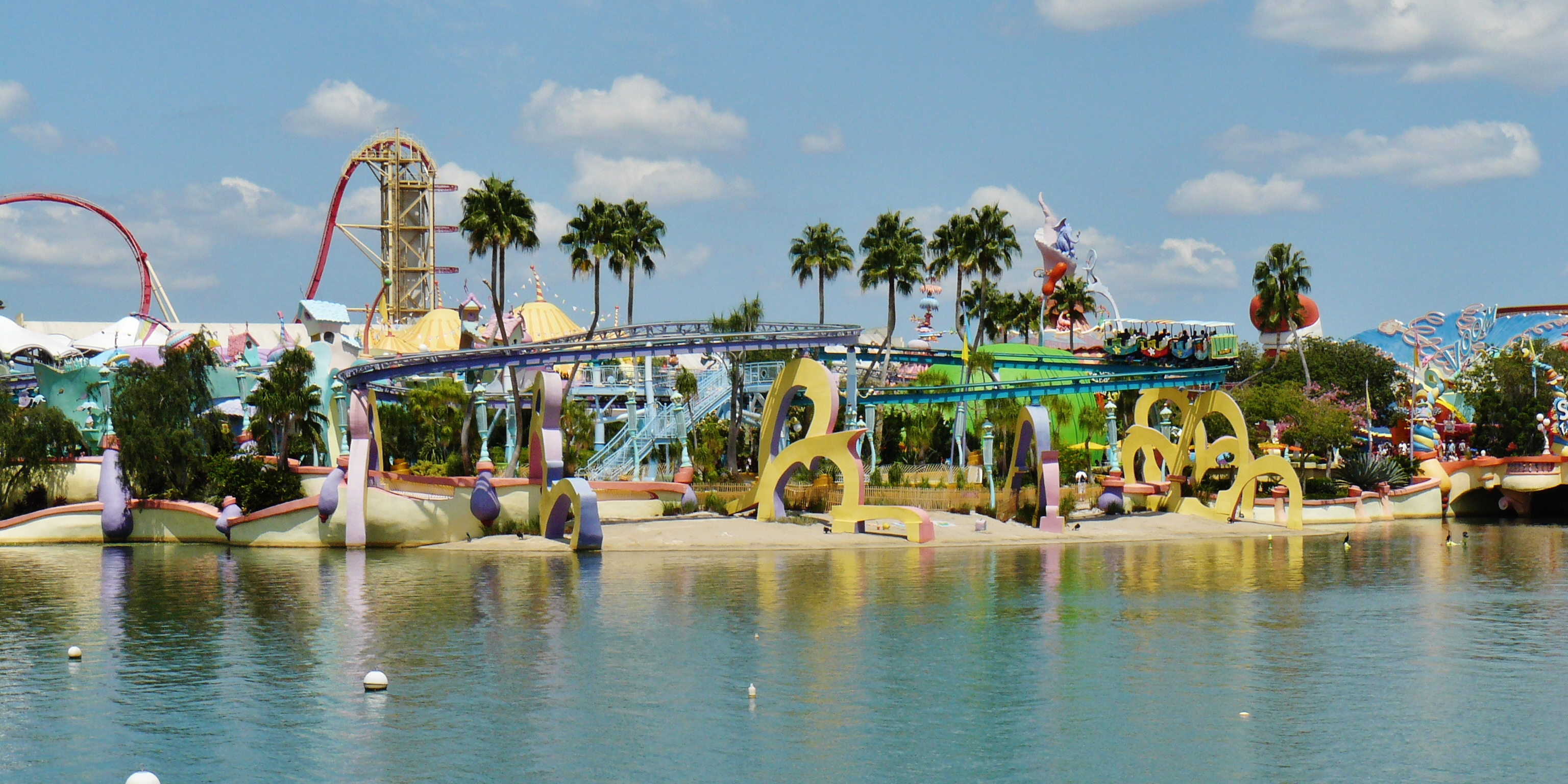

### Skull Island
Een themagebied dat in het teken staat van de films van King Kong. Er staat een attractie: Skull Island: Reign of Kong.

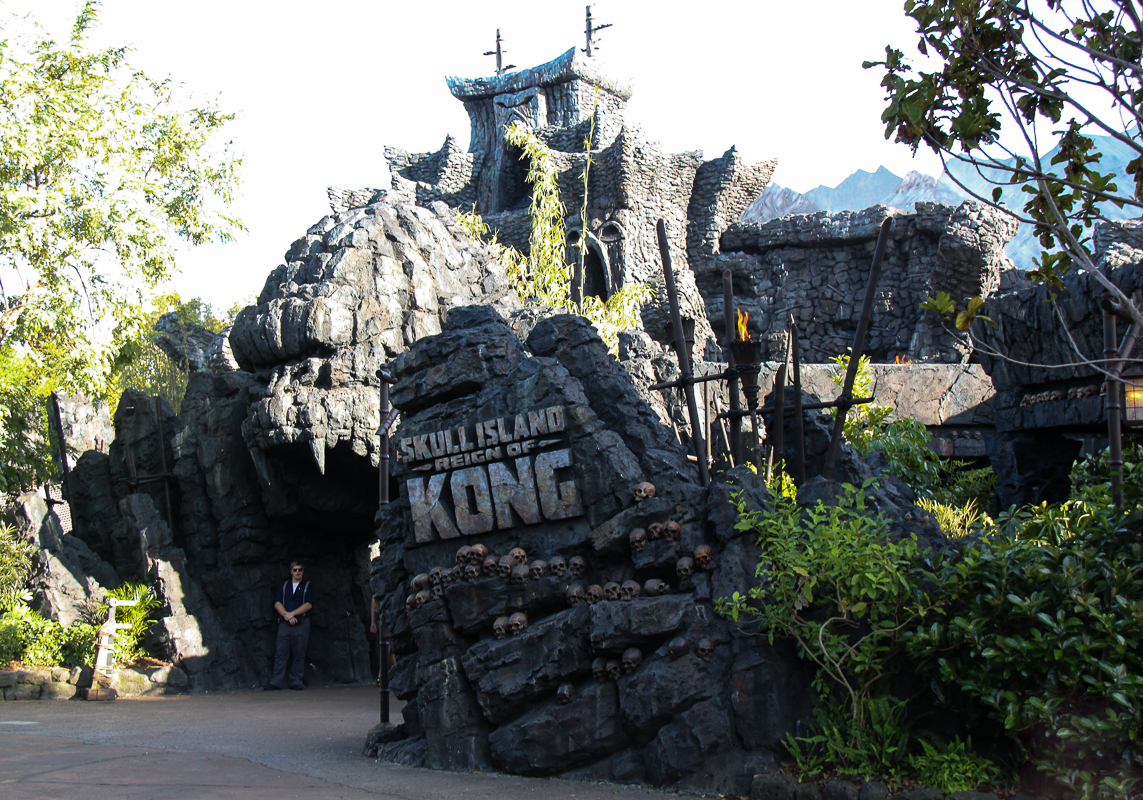
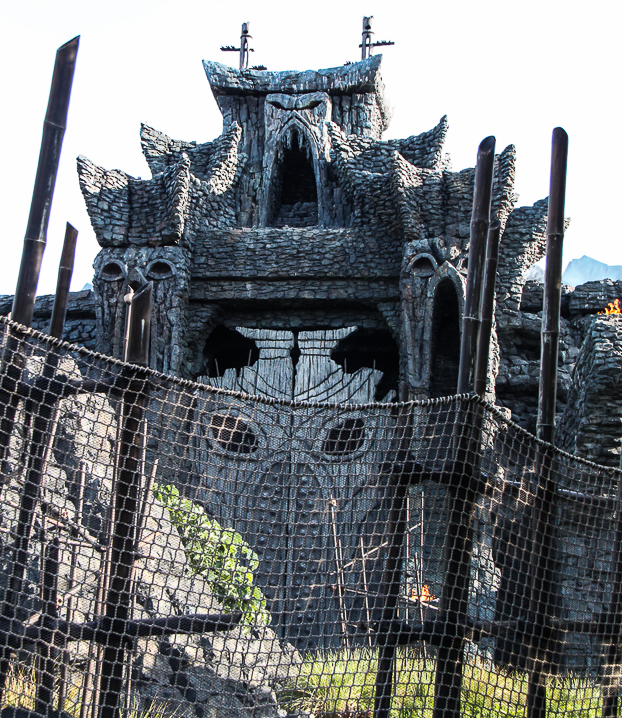

## Attracties
1980 Magic Kingdom (VS) ·
1982 Opryland USA (VS) ·
1986 Epcot (VS) ·
1988 Knott's Berry Farm (VS) · 
1990 Europa-Park (DE) ·
1992 Efteling (NL) ·
1994 Universal Studios Florida (VS) ·
1996 Cedar Point (VS) ·
1998 Silver Dollar City (VS) ·
2000 Hersheypark (VS) ·
2002 Busch Gardens Europe (VS) ·
2004 Holiday World (VS) ·
2006 Islands of Adventure (VS) ·
2008 Xetulul (GCA) ·
2010 Dollywood (VS) · 
2012 Ocean Park Hong Kong (CN) · 
2014 Puy du Fou (F) · 
2016 Busch Gardens Tampa (VS) · 
2018 Xcaret Park (MX) · 
2022 Tokyo DisneySea (JP)